# 長尾夾

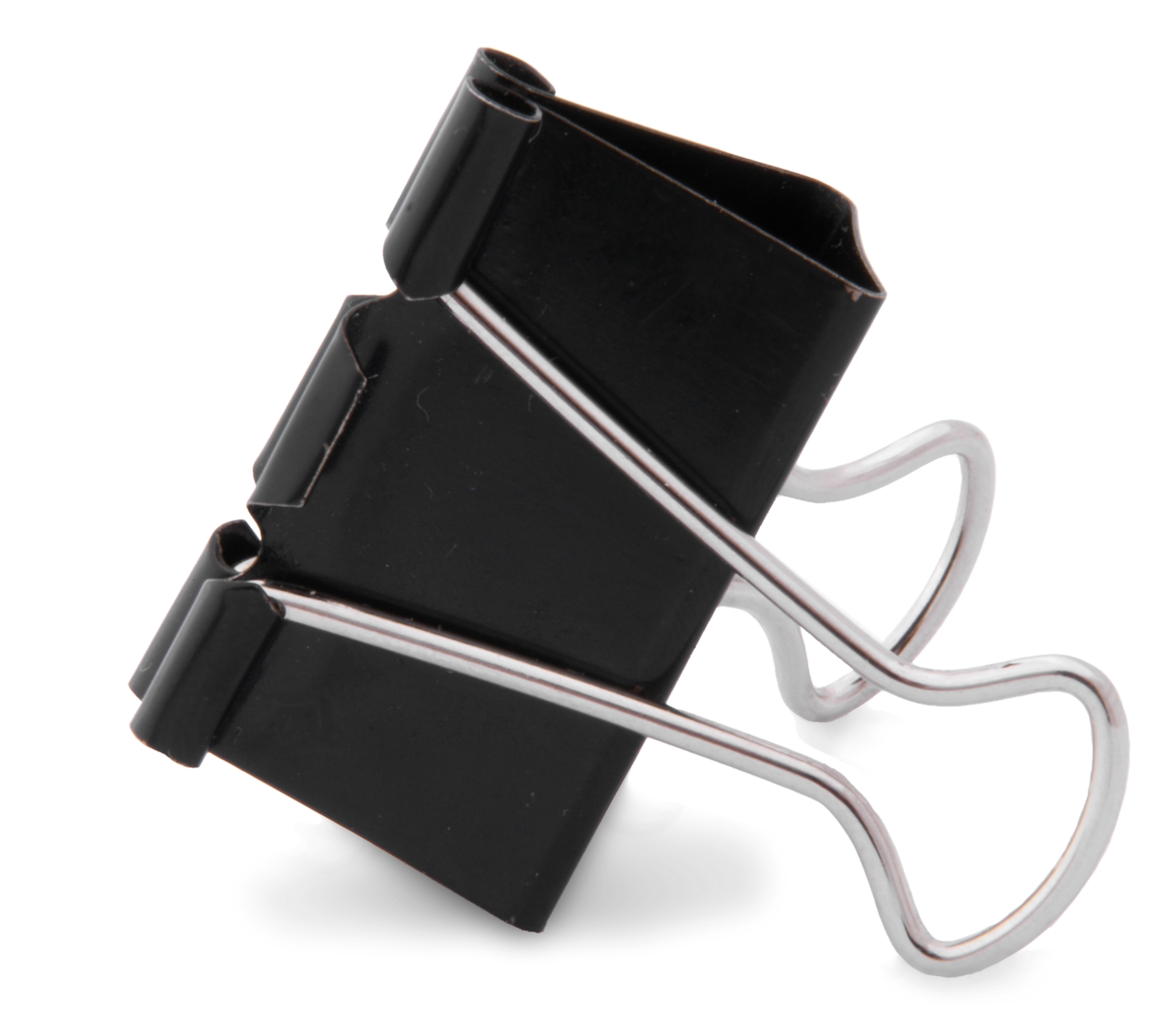
長尾夾

長尾夾又稱燕尾夾、魚尾夾或長尾票夾，是一种将纸片夾在一起的文具。它与訂書針不同，長尾夾不會破壞纸张（訂書針會穿孔），人們能迅速且非常容易地從長尾夾中取出紙張。